# Carlos Lyra
|  | No s'ha de confondre amb Carlos de Lyra. |

Carlos Lyra   (Rio de Janeiro, 11 de maig de 1933 - Rio de Janeiro, 16 de desembre de 2023) va ser un cantant, compositor i guitarrista brasiler. Juntament amb Roberto Menescal, va ser una de les joves figures de la bossa nova. Va formar part d'una bossa nova més activista, proposant el retorn del ritme a les seves arrels a samba.
Entre les seves cançons més famoses es troben Você e Eu, Coisa mais Linda, Influência do Jazz, Maria Ninguém, Minha Namorada, Ciúme, Lobo Bobo, Menina, Maria Moita i Se É Tarde me Perdoa.

## Biografia
Nascut al barri de Botafogo, a la Zona Sud de Rio de Janeiro, l'11 de maig de 1933. Era el fill gran de José Domingos Barbosa, un oficial de la Marina, i de la mestressa de casa Helena Lyra Barbosa. Va tenir dos germans: Sérgio Henrique Lyra Barbosa, també oficial de la Marina, i Maria Helena Lyra Fialho, professora de teatre i artista plàstica.
Carlos Lyra va començar a fer música amb un piano de joguina als set anys d'edat, i després va començar a tocar l'harmònica. Quan era adolescent, es va trencar la cama en un campionat de salt de llargada. L'accident el va obligar a repòs al llit durant sis mesos. Per passar el temps, li van oferir una guitarra i el Mètode Paraguaçu per aprendre l'instrument.
Quan va rebre l'alta del metge, ja dominava la guitarra. Va estudiar al Colégio Santo Inácio, va ser semi-internista al Colégio São Bento i va acabar el batxillerat al Colégio Mallet Soares, a Copacabana, on va conèixer el compositor Roberto Menescal, amb qui va muntar la primera Acadèmia de Guitarra, una forma de viure professionalment de l'activitat musical, per la qual van passar Marcos Valle, Edu Lobo, Nara Leão i Wanda Sá, entre d'altres. Aleshores, va decidir canviar el curs d'arquitectura a la universitat per la música. Va participar en la primera generació de bossa nova al costat del seu company Ronaldo Bôscoli, i de Tom Jobim, Vinícius de Moraes i João Gilberto, tots representats a l'àlbum Chega de Saudade, publicat el 1959.
Carlos Lyra va abandonar el país després del cop d'estat de 1964, només va tornar el 1971. Es va casar amb l'actriu i model estatunidenca Katherine Lee Riddell (que viu al Brasil com a Kate Lyra) a la Ciutat de Mèxic l'any 1969. Va tenir la seva única filla amb ella, Kay Lyra, cantant popular de formació clàssica. El 2004, el seu matrimoni de 34 anys amb Kate va acabar.
El 2004 va contraure matrimoni amb la seva productora, Magda Botafogo. Va finar a Rio el 16 de desembre de 2023, amb 90 anys.

## Carrera professional

### Dècada del 1950
Carlos Lyra va escriure la seva primera cançó, titulada Quando chegares, l'any 1954. Aquell mateix any, Geraldo Vandré (aleshores es presentava com a Carlos Dias), va interpretar la seva composició Menina al I Festival da Canção, celebrat per TV Rio.
El 1955, la cançó va ser gravada per Sylvia Telles i llançada com a senzill pel segell Odeon Records. El disc es considera un precursor de la bossa nova.
L'any següent va començar la seva carrera professional com a músic, tocant la guitarra elèctrica a la formació de Bené Nunes. Encara l'any 1956, la seva samba Criticando, precursora d'Influência do jazz, va ser gravada pel grup vocal Os Cariocas.
El 1957, va començar a compondre en col·laboració amb Ronaldo Bôscoli. D'aquella època són les cançons Lobo bobo i Se é tarde me perdoa. Encara l'any 1957, va participar, a la Sociedade Hebraica de Laranjeiras, en un espectacle la presentació del qual al cartell deia: «Hoje, Sylvia Telles, Carlos Lyra e os bossa nova», expressió utilitzada per primera vegada per descriure la música del compositor i els seus companys d'escenari aquella nit.
L'any següent va compondre, en col·laboració amb Geraldo Vandré, les cançons Quem quiser encontrar o amor (famoses per la veu de Maysa) i Aruanda..
El 1959, les seves composicions Maria Nunca, Lobo Bobo i Saudade made a samba van ser gravades per João Gilberto a l'àlbum Chega de Saudade, editat per Odeon Records.
El 1960 va gravar el seu primer disc, Carlos Lyra: bossa nova, editat per Philips Records, produït per Armando Pittigliani, amb text de contraportada escrit per Ary Barroso.

### Dècada del 1960

Carlos Lyra, 1960

L'any 1960 va escriure la banda sonora de A mais-valia vai acabar, seu Edgard, una obra d'Oduvaldo Vianna Filho dirigida per Chico de Assis. Aquell any va conèixer a Vinicius de Moraes, que es convertiria en el seu company en nombroses composicions d'èxit, com Você e eu, Coisa mais linda, Primavera i Minha namorada, entre d'altres.
El 1961, va compondre Canção que morte no ar al costat de Ronaldo Bôscoli. Va escriure el musical infantil O dragão e a fada, la lletra del qual va ser composta en col·laboració amb Nelson Lins e Barros. Va compondre Um americano em Brasília, una obra de Chico de Assis i Nelson Lins e Barros, que incloïa les cançons Mister Golden, Maria do Maranhão, Canção do subdesenvolvido, É tão triste dizer adeus i Promessas de você, entre d'altres.
També l'any 1961, al costat d'Oduvaldo Viana Filho, Ferreira Gullar, Leon Hirszman i Carlos Estevam, va fundar el Centre Cultural Popular (CPC) de la Unió Nacional d'Estudiants (UNE). En l'exercici d'aquesta funció, va entrar en contacte amb compositors populars com Zé Keti (que esdevindria el seu company a Samba da Legalidade, composta durant la Campanha da Legalidade), Cartola, Nelson Cavaquinho, Elton Medeiros i João do Vale. Aquest grup de compositors, presentat posteriorment per ell a Nara Leão, va donar lloc al disc Nara, el debut fonogràfic de la cantant, amb èmfasi en la cançó Diz que fui por aí i, posteriorment, al Grupo Opinião. Aquest mateix any, va escriure Influência do Jazz i va compondre la música de la cançó infantil Maroquinhas Fru-Fru, de Maria Clara Machado.
El 1962 va compondre la música de Couro de gato, un curtmetratge guardonat de Joaquim Pedro de Andrade, realitzat el 1960 i inclòs aquell any com a segment de la pel·lícula Cinco Vezes Favela, i Gimba, una pel·lícula dirigida per Flávio Rangel. També l'any 1962, va participar en l'històric Festival Bossa Nova, celebrat al Carnegie Hall, de Nova York, interpretant les seves cançons Maria ninguém, Lobo Bobo i Influência do jazz, aquesta última interpretada també per Bossa Rio, un quartet de Sérgio Mendes. Aquell mateix any va escriure amb Vinícius de Moraes les cançons del musical Pobre menina rica.
L'espectacle es va muntar l'any 1963, inicialment a la discoteca Au Bon Gourmet (RJ), amb la direcció general d'Aloysio de Oliveira i la direcció musical d'Eumir Deodato. En el repartiment, a més del compositor, també hi havia el mateix Vinícius i Nara Leão, que s'estava llançant com a cantant. L'espectacle va anar, sota la seva direcció, al Teatro Maison de France (RJ) i després al Teatro de Bolso (RJ), on va comptar amb la participació d'Ari Toledo, que es va donar a conèixer per la seva interpretació de Pau de arara (O comedor de giletes). Encara l'any 1963, va participar, amb Tom Jobim, João Gilberto i Luiz Bonfá, en el concert promogut per l'aleshores ambaixador Roberto Campos i celebrat a l'Auditori George Washington, a la capital estatunidenca. Llançat pel CPC de l' UNE la Canção do subdesenvolvido al disc O povo canta. La venda d'aquest senzill va recaptar fons per a la construcció del Teatro do CPC de l'UNE. L'any següent, l'àlbum va ser retirat de la circulació per la recentment instaurada dictadura militar. Paral·lelament, el Teatre del CPC de l'UNE, de recent construcció, va ser metrallat pel Moviment Anticomunista (MAC). També va actuar com a director musical al Teatro de Arena, promovent actuacions de Zé Keti, Cartola, Nélson Cavaquinho, João do Vale, Nara Leão, As baianinhas (batejades per ell com «Quarteto em Cy», nom artístic amb el qual va començar a actuar professionalment) i Trio Tamba. Va compondre la música de Bonitinha mas ordinária, una pel·lícula de José Pereira de Carvalho basada en una obra de Nélson Rodrigues. Va compondre, amb Vinícius de Moraes, la Marcha da quarta-feira de cinzas i l'Hino da UNE. Va exercir de director musical a Rádio Nacional, ocupant el càrrec fins al cop militar de 1964. Aquell any, va viatjar als Estats Units d'Amèrica, on va participar, amb Stan Getz, al Newport Jazz Festival.
L'any 1965 enregistrà la banda sonora de Pobre menina rica, en un disc editat per CBS, amb la participació de Dulce Nunes, Moacir Santos, Catulo de Paula i Telma Soares. Va gravar, també per a CBS, el disc Sound of Ipanema, en col·laboració amb Paul Winter, produït per John Hammond amb contraportada de Felix Grant (discjòquei de Washington, gran aficionat a la bossa nova). Aquest mateix any va escriure la banda sonora d'O padre e a moça, pel·lícula de Joaquim Pedro de Andrade. Va participar en l'espectacle O remédio é bossa, celebrat al Teatro Paramount de São Paulo, junt amb de Sylvinha Telles, Tom Jobim, Alaíde Costa i Marcos Valle. Encara el 1965, va fer una gira amb Stan Getz per diverses ciutats estatunidenques i cinc països: Brasil, Japó, Canadà, Europa i Mèxic.
El 1966 va compondre Lá vem o bloco amb Gianfrancesco Guarnieri. Després va viatjar a Mèxic, on va actuar amb Stan Getz, instal·lant-se a aquell país durant quatre anys. Encara l'any 1966 va presentar el Concerto de Bossa Nova e Jazz do México, al parc de Chapultepec, per a un públic de sis mil persones, en el qual els seus músics van obrir l'espectacle amb tres números de jazz instrumental. L'any següent va compondre 20 partitures musicals per a curtmetratges, a més de crear i narrar textos d'orientació turística per als Jocs Olímpics de Ciutat de Mèxic.

### Dècada del 1970
El 1970 va dirigir el seu musical infantil O dragão e a fada en aquella ciutat. Més tard aquell mateix any, va muntar el musical Pobre menina rica, el text del qual va ser traduït al castellà per Gabriel García Márquez. L'espectacle va ser presentat, aquesta temporada mexicana, per un repartiment format per Marli Tavares, Leny Andrade i Bossa Três (trio format per Luis Carlos Vinhas, Otávio Bailly i Ronnie Mesquita).
Va tornar al Brasil l'any 1971, es va casar amb l'actriu i estatunidenca Kate Lyra, la seva parella a les cançons I see me passing by, Nothing night i It's so obvious (versió de Cara Bonita). Aquell any, va publicar el disc E no entanto é preciso cantar en el segell Philips, que va comptar amb la participació de Chico Buarque a la cançó Essa passou, una col·laboració entre tots dos.
L'any 1972, Philips també va publicar el disc Eu e elas, produït per Paulinho Tapajós. Va participar en la banda sonora de la telenovel·la O Cafona, amb les seves cançons Tudo que eu sou eu dei i Gente do morro, aquesta última escrita originalment amb Vinicius de Moraes per a l'obra Eles não usam black-tie, de Gianfrancesco Guarnieri.
El 1973, va signar un contracte amb el segell Continental i va publicar el disc Carlos Lyra.
L'any 1974 va gravar l'àlbum Herói do medo, que va ser censurat íntegrament i finalment va ser alliberat i llançat l'any següent. Es va traslladar, encara el 1974, a Los Angeles, on va viure dos anys. Va participar en la teràpia primal d'Arthur Janov i va estudiar astrologia a la Sideral School of Astrology (Escola Sideral d'Astrologia).
Va tornar al Brasil l'any 1976, i va llançar, a través de l'Editora Codecri, la mateixa que el diari O Pasquim, el llibre O seu verdadeiro signo.
L'any 1979 va participar al Congrés de la UNE celebrat a Salvador. En aquella ocasió, va dirigir un cor de cinc mil alumnes que van cantar a l'uníson el Hino da UNE, escrit per ell junt amb Vinícius de Moraes. L'any següent va compondre la música de Vidigal, una obra de Millôr Fernandes basada en Memórias de um sargento de milícias, una novel·la de Manuel Antônio de Almeida. També l'any 1980, l'obra infantil O dragão e a fada, exposada des del 1970 a Mèxic, va ser guardonada amb cinc Deesses de Plata, el màxim guardó de teatre mexicà, en les categories Millor direcció, Millor text, Millor música, Millor repartiment i Millor escenografia i vestuari.

### Dècades del 1980 i 1990
L'any 1982 va ficar en cartellera l'obra Vidigal al Teatre João Caetano (RJ). Encara en aquella època, va escriure lletres per al cantant espanyol Julio Iglesias.
El 1983 va compondre, amb Paulo César Pinheiro, la banda sonora d'As primícias, obra de Dias Gomes. També aquell any, va compondre la música d'O negocio é amar, una lletra que va deixar Dolores Duran.
L'any següent, l'espectacle 25 anos de bossa nova es va estrenar al Teatro dos Quatro (RJ), després d'haver-se estrenat al Teatro Cultura (SP), l'any següent. L'espectacle va ser gravat en directe i publicat en disc pel segell 3M.
L'any 1986, va participar en el VII Carrefour Mondial de La Guitare, celebrat a l'illa de Martinica.
El 1987 va actuar a Espanya al costat de Caetano Veloso, Toquinho i Nana Caymmi.
El 1989 va viatjar al Japó, compartint escenari amb Leila Pinheiro i el Quarteto em Cy.
L'any següent, va actuar al nord i nord-est de Brasil per al Projeto Brasileirinho, impulsat pel SESC (Serviço Social do Comércio).
L'any 1991, el seu musical Pobre menina rica va ser reeditat sota la direcció d'Aderbal Júnior.
El 1992 va fer una gira per Espanya i Portugal. També va participar al Festival de Jazz de Pescara (Itàlia), junt amb Gerry Mulligan i Gary Burton.
L'any següent, va gravar el CD Bossa Lyra al Japó, editat per BMG/Victor.
L'any 1994, Editora Lumiar, d'Almir Chediak, va publicar el llibre i el CD Carlos Lyra. Segons l'entrevista de Lyra publicada al llibre, Maria Ninguém era la cançó preferida de la primera dama estatunidenca Jacqueline Kennedy. Després va publicar, per Editora Maltese, el llibre Ayanamsa: astrologia siderall. Més tard aquell any, el seu CD Bossa Lyra va ser llançat al mercat brasiler per BMG/Ariola. També l'any 1994 va gravar el CD Carioca de algema, editat per EMI-Odeon.
L'any següent, va fer diversos concerts per tot el Brasil, presentant la seva obra.
El 1996 va compondre, amb Paulo César Pinheiro, la banda sonora de Policarpo Quaresma, Herói do Brasil, pel·lícula de Paulo Thiago. Va tornar al Japó per fer una temporada de concerts. A finals d'aquell any, l'espectacle Vivendo Vinícius es va estrenar al Metropolitan, a Rio, al costat de Leila Pinheiro, Toquinho i Baden Powell.
El 1997, va participar en l'àlbum Get's bossa nova publicat per Pony Cannion Records. Més tard aquell mateix any, va actuar al costat de Roberto Menescal, Leila Pinheiro i Astrud Gilberto, entre d'altres, a l'espectacle Get's bossa celebrat a Tòquio amb motiu del 40è aniversari de la bossa nova.
L'any 1998, junt amb Baden Powell, Toquinho i Miúcha, va participar en el nou espectacle Vivendo Vinícius, celebrat al Teatre João Caetano i gravat en directe en CD per BMG.
L'any següent, va actuar al Festival de Verão: Rio, sempre Bossa Nova. un projecte de l'Ajuntament de Rio de Janeiro celebrat al parc Garota de Ipanema. Al costat de Caetano Veloso, Gilberto Gil, Joyce, Leila Pinheiro, Roberto Menescal i Wanda Sá, entre d'altres, va participar en l'espectacle de cloenda d'aquest projecte, celebrat al Posto 10 de la platja d'Ipanema amb motiu del 40è aniversari de la bossa nova. Encara l'any 1999, va compondre la música del poema Quando ela fala, de Machado de Assis. La cançó va ser interpretada per la seva filla Kay Lyra en la cerimònia de trasllat de les restes mortals de l'escriptor i la seva esposa Carolina al Mausoleu de l'Acadèmia Brasilera de Lletres.

### Dècada del 2000 i posterior
L'any 2000, va obrir la temporada de concerts del Projeto Bossa Nova 2000 celebrat per l'Ajuntament de Rio de Janeiro al Parque dos Patins, acompanyat per Adriano Giffoni (baix), Helvius Vilela (teclats), Marcio Bahia (bateria) i amb la participació de l'especial de la seva filla Kay Lyra. En aquell any, va publicar, a través de l'Editora Irmãos Vitale, el mètode de guitarra Harmonia practica da bossa nova, acompanyat d'un CD que conté demostracions de ritme, a més de 17 cançons de la seva autoria. Va fer una gira per Amèrica Llatina, amb un espectacle en honor al poeta i company Vinícius de Moraes, que va complir 20 anys de mort. Aquest espectacle també va comptar amb la presència de Sebastião Tapajós, Miúcha i Georgiana de Moraes. També l'any 2000 va gravar el CD Carlos Lyra: Sambalanço, produït per Kazuo Yoshida, llançat al mercat japonès per Inpartmaint Inc. El disc va comptar amb la participació de Kay Lyra a Pode ir i O barco e a vela, en aquest tema acompanyat per la guitarra de l'autor de la cançó, Claudio Lyra, nebot del compositor. En el repertori, a més dels ja esmentats, re-enregistraments de Minha namorada, Canção que morre no ar i Também quem mandou, entre d'altres, a més de cançons inèdites com Se quiseres chorar i Só choro quando estou feliz.
L'any 2001, el seu àlbum Saravá, reeditat en CD per BMG en producció signada per Arnaldo DeSouteiro, va ser premiat per la revista japonesa Record Collectors com a millor reedició de l'any.
El 2002, WEA Music va reeditar l'àlbum Herói do medo en CD, amb un esdeveniment promogut a Modern Sound, a Rio de Janeiro.
Dos anys més tard, el CD Sambalanço es va llançar al mercat brasiler. Aquell mateix any, va celebrar els 50 anys de la seva carrera amb un espectacle a Canecão. L'espectacle va comptar amb la participació d'Emílio Santiago, João Donato, Ivan Lins, Toni Garrido, Leila Pinheiro, Miúcha, Quarteto em Cy, Leny Andrade, Roberto Menescal, Wanda Sá, Marcos Valle, Leo Gandelman, Chico Caruso, Os Cariocas i Antonio Adolfo, així com el seu nebot Claudio Lyra i la seva filla Kay Lyra. També l'any 2004, juntament amb Johnny Alf, João Donato, Roberto Menescal, Wanda Sá, Leny Andrade, Pery Ribeiro, Durval Ferreira, Eliane Elias, Marcos Valle, Os Cariocas i Bossacucanova, es va celebrar l'espectacle Bossa Nova in Concert a Canecão. L'espectacle va ser presentat per Luís Carlos Miele.
El 2005, va actuar a la sala de concerts Martinus de Hèlsinki. El mateix any, va rebre el premi Shell Music Prize per la seva obra. També l'any 2005 va participar, com a convidat especial, a l'espectacle Bossa entre amigos, al Bar do Tom de Rio de Janeiro, al costat de Marcos Valle, Roberto Menescal i Wanda Sá. Aquell mateix any, va actuar al Songbook Café, a Rio de Janeiro, al costat d'Antonio Adolfo, i va actuar en la segona presentació de l'espectacle Bossa nova in concert, al Pátio dos Patins, també a Rio de Janeiro. També l'any 2005 va llançar el DVD 50 anos de música, enregistrant l'espectacle celebrat l'any anterior a Canecão. Aquell mateix any es va estrenar el documental Coisa mais linda - Histórias e caso da bossa nova, de Paulo Thiago, en el qual va participar, juntament amb Roberto Menescal, en la direcció de la narració. Va actuar, també l'any 2005, a Mistura Fina, a Rio.
El 25 d'abril de 2007 va ser homenatjat per l'Instituto Cultural Cravo Albin en el cicle Sarau da Pedra. En l'acte, es va penjar una placa amb el seu nom al Mur de la Música de l'Institut, en presència de diverses personalitats de l'escena cultural de Rio de Janeiro, dedicada a ell per la rellevància de la seva obra musical. La celebració va incloure una conferència sobre Vinícius de Moraes, a càrrec del poeta i membre de l'Acadèmia Brasilera de Lletres Ivan Junqueira, així com un espectacle de Kay Lyra, interpretant cançons de composició pròpia.
El 2008 va actuar a Mistura Fina, a Rio de Janeiro, amb l'espectacle Eu e a bossa. El mateix any, va participar en l'espectacle Bossa nova 50 anos, celebrat a la platja d'Ipanema, junt amb Roberto Menescal, Oscar Castro Neves, Wanda Sá, Leila Pinheiro, Emílio Santiago, Zimbo Trio, Leny Andrade, Fernanda Takai, Maria Rita, João Donato, Joyce, Marcos Valle i Patrícia Alvi, Bossacucanova i Cris Delanno. L'espectacle es va celebrar amb motiu del 50è aniversari de la bossa nova, i també de l'aniversari de la ciutat de Rio de Janeiro. L'any 2008 va publicar el llibre Eu e a bossa en l'editorial Casa da Palavra. El mateix any, va editar, amb João Donato, Roberto Menescal i Marcos Valle, el CD Os Bossa Nova, que conté les seves cançons Samba do Carioca, Até o fim, Sextante i Ciúme.
Va compondre, en col·laboració amb Aldir Blanc, la banda sonora de l'espectacle Era no tempo do Rei, a partir del llibre homònim de Ruy Castro, estrenat el març de 2010 al Teatre João Caetano, a Rio de Janeiro, amb direcció general. de João Fonseca, direcció musical de Délia Fischer i guió signat per Heloisa Seixas i Julia Romeu. El mateix any, la banda Mantiqueira actua en el seu honor a l'Espaço Tom Jobim, a Rio de Janeiro, interpretant cançons de composició pròpia, com Maria Ninguém i Se é tarde me perdoa a l'estil de Big Band. El 9 de juliol de 2010 va oferir un recital a l'Academia Brasileira de Letras, a Rio de Janeiro, dins del cicle MPB na ABL, homenatjant el seu company Vinícius de Moraes. La presentació de l'espectacle va anar a càrrec de Ricardo Cravo Albin, amb un guió elaborat pel compositor, en col·laboració amb l'Institut Cultural Cravo Albin. L'homenatge va marcar el 30è aniversari de la mort del poeta i diplomàtic, així com la seva promoció post mortem al càrrec d'ambaixador del Brasil, amb una cerimònia solemne al Palau Itamaraty, a Brasília, el 16 d'agost del mateix any.
L'any 2019, celebrant els 65 anys de carrera, publica l'àlbum de noves cançons Além da Bossa, al seu segell MCK.

## Discografia
| - 1959 - Bossa Nova - 1961 - Carlos Lyra - 1962 - Bossa Nova Mesmo - Carlos Lyra / Laís / Lúcio Alves /Silvia Telles / Vinícius de Moraes /Conjunto Oscar Castro Neves - 1963 - Depois do carnaval, O Sambalanço de Carlos Lyra - 1964 - Pobre Menina Rica - 1965 - The Sound of Ipanema - Paul Winter / Carlos Lyra - 1967 - Carlos Lyra - 1969 - Carlos Lyra / Saravá - 1971 - …E no Entanto é Preciso Cantar - 1972 - Eu & Elas - 1974 - Carlos Lyra - 1975 - Herói do Medo - 1987 - 25 Anos de Bossa Nova | - 1993 - Bossa Lyra - 1994 - Carioca de Algema - 1994 - Songbook - 1999 - Vivendo Vinícius ao Vivo - Baden Powell / Carlos Lyra / Miúcha / Toquinho - 2000 - Enciclopédia musical brasileira - 2000 - Millennium - 2003 - Coisa mais linda – As canções de Carlos Lyra - 2004 - Sambalanço - 2005 - DVD Carlos Lyra - 50 Anos de Música - 2006 - CD Carlos Lyra - 50 Anos de Música - 2008 - Os Bossa Nova - amb Marcos Valle, João Donato i Roberto Menescal - 2010 - Era no tempo do Rei - 2019 - Além da Bossa |